# Електроактивна речовина
Електроактивна речовина (англ. electroactive substance) -
- 1. Речовина в розчині, яка здатна брати участь в електродній реакції або адсорбуватися на електроді.
- 2. У вольтаметрії та подібних методах — речовина, в якій змінюється ступінь окиснення, розриваються чи утворюються хімічні зв‘язки на стадії переносу заряду.